# Utricularia subg. Utricularia
Utricularia subg. Utricularia es un subgénero perteneciente al género Utricularia.

## Secciones
Avesicaria

Candollea

Chelidon

Choristothecae

Foliosa

Kamienskia

Lecticula

Martinia

Meionula

Mirabiles

Nelipus

Oliveria

Orchidioides

Sprucea

Steyermarkia

Stylotheca

Utricularia

Vesiculina